# 500 kilomètres de Fuji 1989
Navigation
Édition précédente Édition suivante
Les 500 kilomètres de Fuji 1989 (officiellement appelé les 1989 All Japan Fuji 500 km), disputées le 12 mars 1989 sur le Fuji Speedway, ont été la première manche du Championnat du Japon de sport-prototypes 1989.

## Course

### Classement de la course
Voici le classement officiel au terme de la course,.
- Les premiers de chaque catégorie du championnat du monde sont signalés par un fond jaune.
- Pour la colonne Pneus, il faut passer le curseur au-dessus du modèle pour connaître le manufacturier de pneumatiques.
- Les voitures ne réussissant pas à parcourir 75% de la distance du gagnant sont non classées (NC).

| Pos  | Classe | no  | Écurie                             | Pilotes                                        | Châssis                              | Pneus | Tours | Temps               |
| Pos  | Classe | no  | Écurie                             | Pilotes                                        | Moteur                               | Pneus | Tours | Temps               |
| ---- | ------ | --- | ---------------------------------- | ---------------------------------------------- | ------------------------------------ | ----- | ----- | ------------------- |
| 1    | C1     | 27  | FromA Racing                       | Akihiko Nakaya Harald Grohs                    | Porsche 962C                         | B     | 112   | 2 h 41 min 38 s 624 |
| 1    | C1     | 27  | FromA Racing                       | Akihiko Nakaya Harald Grohs                    | Porsche Type-935 3,0 l Flat-6 Turbo  | B     | 112   | 2 h 41 min 38 s 624 |
| 2    | C1     | 55  | Omron Racing                       | Vern Schuppan Eje Elgh Keiji Matsumoto         | Porsche 962C                         | D     | 112   | + 22 s 519          |
| 2    | C1     | 55  | Omron Racing                       | Vern Schuppan Eje Elgh Keiji Matsumoto         | Porsche Type-935 3,0 l Flat-6 Turbo  | D     | 112   | + 22 s 519          |
| 3    | C1     | 7   | The Alpha Racing with Brun         | Oscar Larrauri Walter Brun                     | Porsche 962C                         | Y     | 112   | + 1 min 19 s 014    |
| 3    | C1     | 7   | The Alpha Racing with Brun         | Oscar Larrauri Walter Brun                     | Porsche Type-935 3,0 l Flat-6 Turbo  | Y     | 112   | + 1 min 19 s 014    |
| 4    | C1     | 16  | Leyton House Racing Team           | Masanori Sekiya Hideki Okada                   | Porsche 962C CK6                     | B     | 111   | + 1 tour            |
| 4    | C1     | 16  | Leyton House Racing Team           | Masanori Sekiya Hideki Okada                   | Porsche Type-935 3,0 l Flat-6 Turbo  | B     | 111   | + 1 tour            |
| 5    | C1     | 36  | Toyota Team TOM'S                  | Geoff Lees Hitoshi Ogawa                       | Toyota 89C-V                         | B     | 109   | + 3 tours           |
| 5    | C1     | 36  | Toyota Team TOM'S                  | Geoff Lees Hitoshi Ogawa                       | Toyota R32V 3,2 l V8 Turbo           | B     | 109   | + 3 tours           |
| 6    | C1     | 25  | Advan Alpha Nova                   | Kunimitsu Takahashi Stanley Dickens            | Porsche 962C                         | Y     | 108   | + 4 tours           |
| 6    | C1     | 25  | Advan Alpha Nova                   | Kunimitsu Takahashi Stanley Dickens            | Porsche Type-935 3,0 l Flat-6 Turbo  | Y     | 108   | + 4 tours           |
| 7    | C1     | 22  | Alpha Cubic Racing Team            | Naoki Nagasaka Chiyomi Totani                  | Porsche 962CK6                       | D     | 107   | + 5 tours           |
| 7    | C1     | 22  | Alpha Cubic Racing Team            | Naoki Nagasaka Chiyomi Totani                  | Porsche Type-935 3,0 l Flat-6 Turbo  | D     | 107   | + 5 tours           |
| 8    | C1     | 24  | Nissan Motorsport                  | Masahiro Hasemi Anders Olofsson                | Nissan R88C                          | B     | 105   | + 7 tours           |
| 8    | C1     | 24  | Nissan Motorsport                  | Masahiro Hasemi Anders Olofsson                | Nissan VRH30 3,0 l V8 Turbo          | B     | 105   | + 7 tours           |
| 9    | C1     | 26  | Advan Alpha Tomei                  | Kazuo Mogi Kenji Takahashi                     | Porsche 962C                         | Y     | 104   | + 8 tours           |
| 9    | C1     | 26  | Advan Alpha Tomei                  | Kazuo Mogi Kenji Takahashi                     | Porsche Type-935K 2,9 l Flat-6 Turbo | Y     | 104   | + 8 tours           |
| 10   | GTP    | 230 | Shizumats Racing                   | Tetsuji Shiratori Syuuji Fujii Seisaku Suzuki  | Mazda 757                            | D     | 97    | + 15 tours          |
| 10   | GTP    | 230 | Shizumats Racing                   | Tetsuji Shiratori Syuuji Fujii Seisaku Suzuki  | Mazda 13G 2,0 l 3-Rotor              | D     | 97    | + 15 tours          |
| 11   | GTP    | 201 | Mazdaspeed                         | Takashi Yorino Oota                            | Mazda 767                            | D     | 87    | + 25 tours          |
| 11   | GTP    | 201 | Mazdaspeed                         | Takashi Yorino Oota                            | Mazda 13J 2,6 l 4-Rotor              | D     | 87    | + 25 tours          |
| Abd. | C1     | 23  | Nissan Motorsport                  | Kazuyoshi Hoshino Toshio Suzuki                | Nissan R88C                          | B     | 73    | Moteur              |
| Abd. | C1     | 23  | Nissan Motorsport                  | Kazuyoshi Hoshino Toshio Suzuki                | Nissan VRH30 3,0 l V8 Turbo          | B     | 73    | Moteur              |
| Abd. | C1     | 100 | Trust Racing Team                  | George Fouché Steven Andskär                   | Porsche 962C GTi                     | D     | 65    | Roulement de moyeu  |
| Abd. | C1     | 100 | Trust Racing Team                  | George Fouché Steven Andskär                   | Porsche Type-935 3,0 l Flat-6 Turbo  | D     | 65    | Roulement de moyeu  |
| Abd. | C1     | 85  | Cabin Racing Team With Team LeMans | Takao Wada Akio Morimoto (ja)                  | March 88S                            | Y     | 58    | Pneu                |
| Abd. | C1     | 85  | Cabin Racing Team With Team LeMans | Takao Wada Akio Morimoto (ja)                  | Nissan VG30 3,0 l V6 Turbo           | Y     | 58    | Pneu                |
| Abd. | C1     | 50  | Tenoras Toyota SARD Racing Team    | David Sears Roland Ratzenberger Keiichi Suzuki | Toyota 89C-V                         | D     | 43    | Boite de vitesses   |
| Abd. | C1     | 50  | Tenoras Toyota SARD Racing Team    | David Sears Roland Ratzenberger Keiichi Suzuki | Toyota R32V 3,2 l V8 Turbo           | D     | 43    | Boite de vitesses   |
| Abd. | GTP    | 202 | Mazdaspeed                         | Yoshimi Katayama Yōjirō Terada                 | Mazda 767B                           | D     | 28    | Ligne de carburant  |
| Abd. | GTP    | 202 | Mazdaspeed                         | Yoshimi Katayama Yōjirō Terada                 | Mazda 13J 2,6 l 4-Rotor              | D     | 28    | Ligne de carburant  |
| Np.  | C1     | 88  | British Barn Racing Team           | Kiyoshi Misaki (en) Jirou Yoneyama             | BB 89R                               | D     | -     | Moteur              |
| Np.  | C1     | 88  | British Barn Racing Team           | Kiyoshi Misaki (en) Jirou Yoneyama             | Ford Cosworth DFZ 3,5 l V8 Atmo      | D     | -     | Moteur              |

## Pole position et record du tour
- Pole position :  Geoff Lees (#36 Toyota Team Tom’s) en 1 min 16 s 141
- Meilleur tour en course :  Eje Elgh (#55 Omron Racing) en 1 min 21 s 836

## À noter
- Longueur du circuit : 4,470 km
- Distance parcourue par les vainqueurs : 500,640 km